# Simple Things Remixes
Simple Things Remixes, pubblicato nel 2003, è un album del gruppo musicale inglese Zero 7, contenente alcuni remix delle tracce del primo album Simple Things.

## Tracce
1. Distractions (Bugz in the Attic remix) – 5:06
2. In the Waiting Line (Dorfmeister con Madrid de los Austrias Dub) – 4:48
3. Destiny (Photek remix) – 5:37
4. Distractions (Madlib's Ynq remix) – 5:17
5. End Theme (Roni Size's Tear It Up remix) – 4:24
6. Destiny (video musicale) – 5:40